# 河村知之
河村 知之（かわむら ともゆき）は、日本の作曲家、編曲家、サウンドデザイナー。山口県山口市出身。元セガAMサウンド所属。

## 概要
アイルトン・セナのF1日本グランプリ予選データを音と光で再現した Sound of Honda Ayrton Senna 1989 でエンジン音の再現を担当し、第17回 文化庁メディア芸術祭、2014 カンヌライオンズ 国際クリエイティビティ・フェスティバル ほかを受賞。
厚木市制60周年記念事業 あつぎイメージ プロジェクション アワード 審査員。日本サウンドスケープ協会員。日本音響学会員。

## 参加作品
アーケードゲーム
- ゴールデンアックス デスアダーの復讐 - 作曲・編曲（セガ）
- DARK EDGE - 作曲・編曲（セガ）
- ウイングウォー - 作曲・編曲 as Muu（セガ）
- インディ500 - 作曲・サウンドデザイン（セガ）
- セガラリーチャンピオンシップ - 作曲・Sound Effect（セガ）
- ラストブロンクス -東京番外地- - 作曲・編曲・Sound Director（セガ）
- セガラリー2 - Sound Effect Director（セガ）
- 湾岸ミッドナイト MAXIMUM TUNEシリーズ（バンダイナムコゲームス）

コンシューマーゲーム
- バーチャレーシング - 作曲（セガ）
- ラストブロンクス -東京番外地- - 作曲・編曲（セガ）
- 首都高バトル - 作曲・編曲・Sound Effect（元気）
- 首都高バトル0 - 作曲・Sound Effect（元気）
- レーシングラグーン - サウンドデザイン（スクウェア）
- DRIVING EMOTION TYPE-S - Sound Effect Design & Program（スクウェア）
- PROJECT MINERVA - 作曲（D3 PUBLISHER）
- 絶体絶命都市2 -凍てついた記憶たち- - BGM & Sound Effect（アイレムソフトウェアエンジニアリング）

アプリ
- Sound of Honda dots by internavi - sound des（本田技研工業）

テレビ
- Jチャンやまぐち（山口朝日放送）

コマーシャル
- Sound of Honda Ayrton Senna 1989 - Sound Designer（本田技研工業）

展示施設
- KDDIパラボラ館メインシアター（KDDI山口衛星通信センター）